# Pajęczyna ciemności
Pajęczyna ciemności – powieść z gatunku dark fantasy, autorstwa Karla Edwarda Wagnera. Tytuł oryginału: Darkness Weaves With Many Shades (wyd. 1970). W Polsce ukazał się jako jeden z pięciu tomów wydanych w 1991 roku przez Phantom Press International Gdańsk. Inny tytuł wznowienia z Amberu to Pajęczyna utkana z ciemności.

## Dane
- Redaktor: Olaf Szewczyk. Redaktor serii: Janusz M. Piszczek.
- ISBN 83-85276-04-1
- Opis fizyczny: 193, [1] s. ; 20 cm.